# 青空下講我知你愛我
《青空下講我知你愛我》（日语：青空のゆくえ），2005年上映的日本电影，導演是情書的監製長澤雅彥。

## 劇情概覽
籃球部部長高橋正樹送信到矢島家，每次送信都會向天空伸出勝利手勢，窗內卻有個人一直在觀察著。
學期完結的前夕，高橋正樹在班上宣佈自己將要離開日本移居美國，並說了一句「在日本，我還有一件心事未了」。其後更在籃球部放風，表示自己愛上了一個人。頓時惹來五位女孩子的猜疑，她們都暗戀著高橋。包括女子籃球部部長速見有美、班長高橋亞里沙、正樹的青梅竹馬河原春奈、只有正樹一個朋友的鈴木貴子、從英國回流日本的市田尚子。
這五位女生都努力隱藏著對高橋的感情，有次補習班完結時，亞里沙直接向速見透露自己喜歡了高橋正樹，當她續問速見的感情事，速見回答:「我喜歡高橋」，導致亞里沙和速見兩人的感情決裂。正樹擔心貴子交不到朋友，便委託春奈照顧她，這兩位女生性格相似便一拍即合。尚子因為一直不適應日本的生活。便以我行我素的方式在校園生活，幾乎沒有同學聽過她說任何一句話，貴子在曾背後推測她大概日語太差以造成溝通困難，誰料知只有高橋會主動跟尚子溝通，兩人更經常以短訊聊天，惹得貴子吃醋。事實上，高橋向尚子請教有關海外留學的事情。原來各人在心裡都收藏秘密。高橋正樹終於不用上課，並於八月二十二日中午離開日本，春奈知道他一走便不再回來，心中十分不捨，但又害怕別人發現自己的感情，所以表現得很冷淡，讓高橋正樹感到不解。
餘下的日子，高橋正樹便相約速見練習籃球，春奈看到球場上只有他們兩人，所以心裡有數，不忍心打擾他們只好失望而歸。突然正樹抱著速見，並對她表白：「我喜歡的人是你。」，這一幕不幸地讓亞里沙看見，馬上淚如泉湧。深夜時份，雄大相約了速見，向她送上玫瑰花和祝她生日快樂，表示自己雖然經過多年表白但也不會放棄，雄大打算在高橋出國前並舉行歡送會，邀請了速見出席。翌日，補習班下課後，速見問亞里沙要不要一起出席歡送會，亞里沙很生氣說：「你喜歡的是高橋嘛，昨晚的事我全都看到了。」速見卻說她有所誤會，表示自己的意中人不是高橋正樹，而是另有其人，在亞里沙的追問下，速見坦白從寬：「我喜歡的人是...高橋...亞里沙...高橋亞里沙。」即是亞里沙自己本人。貴子打算買球衣作禮物送給高橋作為留念，卻剛好碰到尚子，兩人同時看中了同一款球衣，貴子卻不肯退讓先行付款，兩人偕同離開商場便拍攝貼紙相，後來兩人成為朋友，不再孤單。春奈受到姊姊的委託，把合照交給高橋正樹，心中不是味兒。然後貴子意外看到信二在安老院當義工，重新踏足社會的生活，原來各人在心裡都收藏秘密⋯⋯
到了歡迎會晚上，每一個人都十分盡興地玩煙花，並寫下心願，相約大家十年再來學校開封時間錦囊。
原來真正讓高橋正樹未了的心事，並非表白一事，而是讓他十分掛心的朋友－－信二。高橋正樹目睹了好友信二被欺負，自己因為怯懦而沒有伸出援手，白白目睹著信二被童黨挾走，信二從此便沒有上學，更和高橋正樹絕交。經過正樹多次送信後，窗內的人終於走下來，這個人便是信二。信二表示自己己原諒了他，兩人冰釋前嫌，便目送了正樹離開。
開學後，正樹已經不在日本。雄大獨自一人走到學校球場中，在沒有對手的情況下投球時更顯現寂寥。從此以後,正樹也不會跟他鬥早回校,現在，只有雄大是最早回到學校;貴子一人在學校天台上看著天空，希望日本的藍天能連接到美國去;春奈沒有忘記正樹的委託照顧貴子,兩人相處很好；尚子依然拿著手機傳短訊,速見卻忙著訓練新生；亞里沙開始注重外表打扮而不戴眼鏡⋯在早會開始前，五個女生在天台一起看正樹傳來的短訊和照片，看來遠在美國的正樹也生活得很好，於是五個女生便合照回禮。新開年,各人過著新的生活，歲月流逝,回憶不變。

## 人物角色
| 角色名稱   | 演員       | 人物特徵                                                         |
| ---------- | ---------- | ---------------------------------------------------------------- |
| 高橋正樹   | 中山卓也   | 籃球部部長，將移居美國                                           |
| 速見有美   | 森田彩華   | 女子籃球部部長，喜歡著亞里沙，同時被雄大所追求                   |
| 高橋亞里沙 | 黑川芽以   | 班長，暗戀高橋正樹                                               |
| 河原春奈   | 多部未華子 | 正樹的青梅竹馬，對正樹有著特別的感情，有一個身材娟好的姊姊       |
| 鈴木貴子   | 悠城早矢   | 暗戀正樹，只有正樹一個朋友，經常吃醋和仇視正樹身邊的女生         |
| 市田尚子   | 西原亞希   | 從英國回來的插班生，和正樹的關係親密曖昧，被貴子視為情敵         |
| 杉原雄大   | 佐佐木和德 | 追求速見有美十一年卻未有成果，是正樹的伙伴                       |
| 矢島信二   | 橋爪遼     | 正樹、春奈的好朋友，從小一起長大，自從發生那件事情，便沒有再上學 |
| 山下勝也   | 三船力也   |                                                                  |

## 工作人員
- 導演：長澤雅彥
- 製片人：牛山拓二
- 編劇：山村裕二、麻子日向
- 音樂：聖寶
- 插入曲：山崎將義「我們靜靜消逝」(僕らは静かに消えていく)

## 獲獎
- 第48屆HINOKIO大賞　
  - 第48屆藍絲帶獎新人獎：多部未華子（河原春奈內　飾演）

## 軼事
長澤雅彥記起為一部作品選角時，他認識到500位十多歲的演員，發現有許多才情橫溢的年青人，於是擁有「與這個年代的演員們拍攝電影」的願望，遂開始籌劃《青空下講我知你愛我》一片。
隨後與曾經憑原創劇本獲取NHK Sundance劇本審查殊榮的日向朝子商量，寫成了〈15歲以上〉的劇本。 15歲是一個人雖已長大，但仍被當成小孩，不過有時又會被視為成年人的微妙的時期；這是每個人都能坦白地訴說自己的夢想，彷彿無所不能的季節。而且15歲的少年每天都過著富速度感的生活。他拍攝這個以少年少女為主角的故事，並非講述特別的事件，而是把共通的重要回憶的一瞬間，以具詩意的方式描繪，並且讓別人懷有相同感想。人生悲喜交集，回首過去，對從前所作的事感到疑惑，是常見的事情。本片希望使主角們以及同年代的人，甚至是曾經年輕過的人都能回憶起心中重要的記憶。
長澤雅彥表示:「這其實是我第一部拍以青春為題材的電影，劇本不是我原創的，但這個劇本深深的吸引著我，第一個原因也是很偶然的，我在接觸這個故事前一個月曾經回過中學的母校，跟現在的中學生拍了一些描述他們生活的紀錄片，為他們準備一個時間錦囊，訪問他們想像十年之後會如何，這些後來都成為了拍攝《青空下》的資料，第二個原因可能就是由於自己其實未拍過青春電影，但做過青春電影的監製，我就想一試。」
- 九人的成長與友情

九位在電影的主角，長澤謂都是建基於九位演員的形象，九位演員都各具個性、自然地流露出魅力、擁有感性與演技；長澤導演讀過原著後，為了讓他們九人能成為真正的朋友，提議在拍攝開始前在山中湖進行三日二夜的宿營，如開始用角色名稱呼喚對方，互相認識。
「透過這九位演員，我想呈現出目前日本青少年當下的實況生活，雖然日本的青少年一直被傳媒渲染得很負面，如有犯罪集團、校園欺凌及援助交際等，但這些都只是少部份的情況，但《青》呈現的就是日本一般standard青少年的生活點滴，及他們的思想。」

## 關連作品
- DVD『WAY TO THE 青空のゆくえ』（青空下講我知你愛我） -收錄作品製作，包括原作故事，拍攝記錄和演出者的採訪。